# Alcabideche
Alcabideche ist eine portugiesische Gemeinde (Freguesia) im Kreis Cascais. Die Autorennstrecke Circuito do Estoril liegt im Gemeindegebiet. Der bekannteste Strand von Alcabideche ist Praia do Guincho.

## Geschichte
Nach Keltiberern und Römern hinterließen insbesondere die Araber hier Spuren. Nach der Reconquista entstand hier erneut eine Siedlung. Die ältesten Bauteile der ältesten Ortskirche stammen aus dem 15. Jahrhundert und wurden nach dem Erdbeben von Lissabon 1755 beim Neubau der Kirche im Jahr 1759 weiter verwendet. Eine eigenständige Gemeinde wurde Alcabideche 1841.

## Verwaltung
Alcabideche ist eine Gemeinde (Freguesia) des Kreises (Concelho) von Cascais im Distrikt Lissabon. Auf 39,8. km² leben 44.165 Einwohner (Stand 19. April 2021). Die Bevölkerungsdichte beträgt 1111 Einwohner pro km².
Folgende Ortschaften liegen in der Gemeinde:
| - Abuxarda - Adroana - Alcabideche - Alcoitão - Atrozela | - Aldeia de Juso - Alvide - Amoreira - Bicesse - Cabreiro | - Janes - Murches - Malveira da Serra - Manique - Zambujeiro |

## Verkehr
Alcabideche ist über die Autobahn A16 an Lissabon angebunden. Weitere Anbindungen sind die Straßen IC 30 (Sintra), IC 15 (Cascais – Lissabon), EN 6 (Cascais – Lissabon), EN 9 (Cascais – Alenquer) und EN 249 (Lissabon – Sintra).

## Söhne und Töchter der Gemeinde
Bekanntester Sohn der Stadt ist der Poet Ibn Mucana, der im 11. Jahrhundert, der Zeit der arabischen Besetzung von Alcabideche, die ersten schriftlichen Zeugnisse von Windmühlen hinterließ.
Auch der zunächst als großes Talent, dann als tragische Figur bekannt gewordene Fußballspieler Fábio Paím (* 1988) wurde hier geboren, im Gemeindeort Alcoitão.